# Libertas Trogylos Basket 1993-1994
La stagione 1993-1994 della Libertas Trogylos Basket è stata l'ottava consecutiva disputata in Serie A1 femminile.
Sponsorizzata dall'Isab Energy, la società siracusana si è classificata al quinto posto nella massima serie; ai play-off è stata eliminata in semifinale da Como.

## Verdetti stagionali
Competizioni nazionali
- Serie A1:

stagione regolare: 5º posto su 16 squadre (20-10);
play-off: eliminata in semifinale da Como (2-3).
- Coppa Italia:

eliminata nei quarti da Cesena (3-1).

## Rosa
| Giocatrici |
| ---------- |

| N° | Naz.                | Ruolo | Sportivo           | Anno | Alt. |  |
| -- | ------------------- | ----- | ------------------ | ---- | ---- |  |
|    | Bulgaria (bandiera) | AC    | Polina Cekova      | 1968 | 193  |  |
|    | Lettonia (bandiera) | AC    | Diāna Skrastiņa    | 1972 | 187  |  |
|    | Italia (bandiera)   | PG    | Susanna Bonfiglio  | 1974 | 178  |  |
|    | Italia (bandiera)   | A     | Cristina Rivellini | 1970 | 182  |  |
|    | Italia (bandiera)   |       | Paola Piatta       | 1965 |      |  |
|    | Italia (bandiera)   | G     | Giovanna Granieri  | 1974 | 170  |  |
|    | Italia (bandiera)   |       | Cinzia Genualdo    | 1968 |      |  |
|    | Italia (bandiera)   | G     | Daniela Altamore   | 1972 | 172  |  |
|    | Italia (bandiera)   | G     | Sofia Vinci        | 1966 | 175  |  |
|    | Italia (bandiera)   |       | Anna Ippoliti      | 1974 |      |  |
|    | Italia (bandiera)   | PG    | Deborah Carta      | 1972 | 165  |  |

| Staff tecnico             |
| ------------------------- |
| Allenatore: Santino Coppa |

## Statistiche
| Giocatrice | Gare | Punti | Minuti | Tiri da due | Tiri da due | Tiri da due | Tiri da tre | Tiri da tre | Tiri da tre | Tiri liberi | Tiri liberi | Tiri liberi | Rimbalzi | Rimbalzi | Palle | Palle | Assist | Val. |
| Giocatrice | Gare | Punti | Minuti | R           | T           | %           | R           | T           | %           | R           | T           | %           | O        | D        | P     | R     | Assist | Val. |
| ---------- | ---- | ----- | ------ | ----------- | ----------- | ----------- | ----------- | ----------- | ----------- | ----------- | ----------- | ----------- | -------- | -------- | ----- | ----- | ------ | ---- |
| Tzekova    | 30   | 717   | 1042   | 224         | 379         | 59,1        | 23          | 60          | 38,3        | 200         | 241         | 83,0        | 92       | 192      | 83    | 70    | 21     | 776  |
| Skrastinia | 30   | 517   | 1019   | 176         | 345         | 51,0        | 2           | 6           | 33,3        | 159         | 202         | 78,7        | 61       | 106      | 69    | 66    | 12     | 477  |
| Bonfiglio  | 30   | 360   | 856    | 128         | 283         | 45,2        | 4           | 12          | 33,3        | 92          | 120         | 76,7        | 29       | 84       | 61    | 85    | 2      | 308  |
| Rivellini  | 30   | 225   | 851    | 68          | 133         | 51,1        | 15          | 74          | 20,3        | 44          | 59          | 74,6        | 18       | 49       | 44    | 34    | 6      | 149  |
| Piatta     | 30   | 143   | 795    | 63          | 112         | 56,3        | 0           | 1           | 0,0         | 17          | 20          | 85,0        | 34       | 98       | 30    | 37    | 1      | 230  |
| Granieri   | 30   | 137   | 658    | 39          | 101         | 38,6        | 5           | 28          | 17,9        | 44          | 71          | 62,0        | 9        | 45       | 53    | 39    | 6      | 71   |
| Genualdo   | 27   | 82    | 418    | 26          | 63          | 41,3        | 0           | 0           |             | 30          | 39          | 76,9        | 7        | 15       | 30    | 28    | 3      | 59   |
| Altamore   | 19   | 34    | 70     | 13          | 21          | 61,9        | 1           | 3           | 33,3        | 5           | 6           | 83,3        | 3        | 3        | 9     | 6     | 0      | 26   |
| Vinci      | 14   | 27    | 206    | 10          | 28          | 35,7        | 0           | 2           | 0,0         | 7           | 13          | 53,8        | 2        | 18       | 7     | 11    | 1      | 26   |
| Ippoliti   | 30   | 14    | 69     | 2           | 10          | 20,0        | 0           | 0           |             | 10          | 14          | 71,4        | 1        | 3        | 4     | 13    | 1      | 16   |
| Carta      | 22   | 1     | 16     | 0           | 2           | 0,0         | 0           | 0           |             | 1           | 2           | 50,0        | 0        | 0        | 2     | 0     | 0      | -4   |